# Aura (parfum)
Pour les articles homonymes, voir Aura.
Aura est un parfum de Thierry Mugler commercialisé à partir de 2017. Il est décrit comme étant un parfum « oriental floral charnel ».

## Composition
La note de tête d'Aura est la rhubarbe. Sa principale note de cœur, la fleur d'oranger. Ses notes de fond se composent de notes boisées et de vanille Bourbon.

## Flacon
Le flacon est ressourçable. En forme de coeur, il est surmonté d'un M métallique en référence à la marque Mugler.

## Publicité
La publicité met en scène Zhenya Katava sur le morceau Part V de Prequell.